# اصول طب داخلی هاریسون
اصول طب داخلی هاریسون (به انگلیسی: Harrison's Principles of Internal Medicine) یکی از کتاب‌های درسی شناخته‌شده در زمینه پزشکی داخلی است. چاپ اول کتاب در سال ۱۹۵۰ و ویرایش آخر آن (ویراست بیست‌ویکم) به سرپرستی دکتر ژوزف لوسکالزو در دو جلد و چهار هزار و صد صفحه در سال ۲۰۲۲ منتشر گردید. ناشر کتاب مک گرا-هیل است.
اگرچه این کتاب موضوعات فراوانی را از عصب‌شناسی گرفته تا بیماری‌های عفونی شامل می‌شود اما به‌طور ویژه بیشتر مباحث طب داخلی آن مورد توجه قرار می‌گیرد. طب داخلی هاریسون به عنوان منبعی معتبر به عنوان یکی از کتاب‌های اصلی متخصصان داخلی به‌شمار می‌آید. کتاب به نام دکتر تینسلی هاریسون که ویراستار ارشد ۵ ویرایش اولیه کتاب بود نام‌گذاری شده‌است. این کتاب چند صد نویسنده و ویراستار دارد و حاصل پژوهش‌های علمی روز را در هر تجدید چاپ به چاپ می‌رساند.
هاریسون پرفروش‌ترین کتاب در زمینه پزشکی داخلی در آمریکا و سراسر جهان است که به شانزده زبان مختلف از جمله فارسی نیز ترجمه شده‌است.

## ویرایش‌های جدید
بر اساس آخرین یافته‌های علم پزشکی، این کتاب هر ۳ تا ۴ سال توسط مجموعه ای از پژوهشگران و محققان علم پزشکی و دارویی در سراسر دنیا در ویرایشی جدیدی بروز می‌شود. ویرایش آخر این کتاب در می ۲۰۲۲ به بازار آمد.